# Låt oss förena oss i sång
Låt oss förena oss i sång är en sång med text från 1882 och musik av Edmund Simon Lorenz

## Publicerad i
- Musik till Frälsningsarméns sångbok 1907 som nr 119.
- Frälsningsarméns sångbok 1929 som nr 309 under rubriken "Jubel, erfarenhet och vittnesbörd".
- Frälsningsarméns sångbok 1968 som nr 318 under rubriken "Jubel och tacksägelse".
- Frälsningsarméns sångbok 1990 som nr 506 under rubriken "Lovsång, tillbedjan och tacksägelse".